# تاريخ اللغة الويلزية

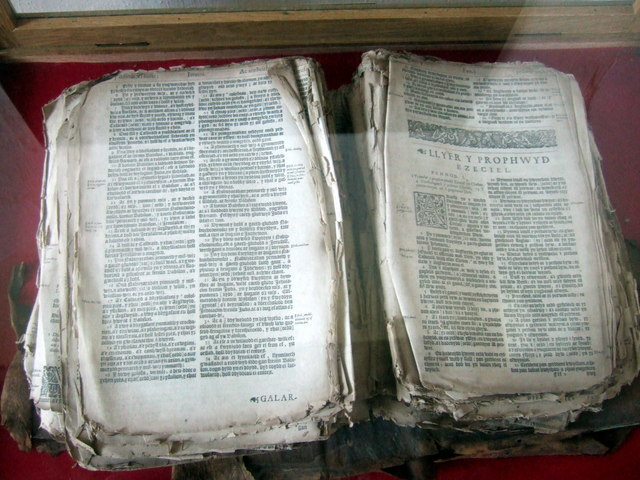

يمتد تاريخ اللغة الويلزية على فترة 1400 عام، ويشمل مراحل اللغة المعروفة باسم الويلزية البدائية، والويلزية القديمة، والويلزية الوسطى، والويلزية الحديثة.

## الأصول
نشأت الويلزية من اللغات البريطانية، وهي اللغة الكلتية التي يتحدث بها البريطونيون القدماء. صُنفت بدلًا من ذلك على أنها كلتية جزيرية أو كلتية بّي (غايلية بريتانية)، ووصلت إلى جزيرة بريطانيا على الأرجح خلال العصر البرونزي أو العصر الحديدي، وربما جرى التحدث بها في جميع أنحاء الجزيرة جنوب خور فورث. خلال العصور الوسطى المبكرة، بدأت اللغة البريطانية بالتفتت بسبب زيادة تمايز اللهجة، وتطورت إلى اللغة الويلزية وغيرها من اللغات البريثونية (البريتانية، والكورنية، والكمبرية المنقرضة). ليس من الواضح متى أصبحت الويلزية متميزة.
اقترح كينيث إتش. جاكسون أن التطور في البنية المقطعية ونمط الصوت قد اكتمل في عام 550 تقريبًا، ووصف الفترة بين ذلك الحين وعام 800 تقريبًا بـ«الويلزية البدائية». ربما كانت الويلزية البدائية لغةً محكيةً في كل من ويلز وهين أوغليد («الشمال القديم»)، وهما المنطقتان الناطقتان باللغة البريثونية في شمال إنجلترا وجنوب اسكتلندا الحاليتين، ومن ثم كانت السلف للغة الكومبرية واللغة الويلزية أيضًا. ومع ذلك، اعتقد جاكسون أن النوعين كانا متميزين بالفعل في ذلك الوقت. يعود تاريخ الشعر الويلزي الأقدم –الذي يُنسب إلى الكونفايرد أو «أوائل الشعراء»– بشكل عام إلى الفترة الويلزية البدائية. ومع ذلك، يُفترض أن قسمًا كبيرًا من هذا الشعر قد أُلِّف في هين أوغليد، ما أثار المزيد من الأسئلة حول تاريخ المادة واللغة اللتين أُلِّف بواسطتهما في الأصل.

## الويلزية القديمة
الفترة الرئيسية التالية، المشهودة بشكل أفضل إلى حد ما، هي الويلزية القديمة (هين غيمرايغ، منذ القرن التاسع وحتى القرن الحادي عشر)؛ جرى الحفاظ على الشعر من كل من ويلز واسكتلندا في هذا الشكل من اللغة. مع تقدم الاستعمار الجرماني والغايلي لبريطانيا العظمى، انفصل المتحدثون بالبريثونية في ويلز عن أولئك الموجودين في شمال إنجلترا، الذين يتحدثون بالكمبرية، وأولئك الموجودين في الجنوب الغربي، الذين يتحدثون بما أصبح اللغة الكورنية لاحقًا، ومن ثم اختلفت اللغات. ينتمي كتاب أنيرين (كانو أنيرين، 600 ميلادي تقريبًا) وكتاب تالييسن (كانو تالييسن) إلى هذه الحقبة، مع أنهما يحتويان أيضًا على بعض القصائد المكتوبة أصلًا بالويلزية البدائية.

## الويلزية الوسطى
تُعد الويلزية الوسطى (كيمرايغ كانول) العلامة المرافقة للويلزية في القرنين الثاني عشر والرابع عشر، والتي بقي منها الكثير أكثر من أي فترة سابقة. هذه اللغة هي لغة جميع المخطوطات الأولى المتبقية حول المابينوغون، مع أن الحكايات بحد ذاتها بالتأكيد أقدم بكثير. وهي أيضًا لغة المخطوطات القانونية الويلزية الحالية. الويلزية الوسطى مفهومة بشكل معقول بالنسبة إلى متحدثٍ باللغة الويلزية الحديثة.

يروي رجل الدين الشهير جيرالد الويلزي قصة هنري الثاني ملك إنجلترا. في أثناء واحدة من غارات الملك العديدة في القرن الثاني عشر، سأل هنري رجلًا عجوزًا من بينكادر، كارمارثينشاير عما إذا كان يعتقد أن اللغة الويلزية لديها أي فرصة:
مولاي الملك، قد تتعرض هذه الأمة الآن للمضايقة والإضعاف والهلاك من قبل جنودك، كما كان الحال في كثير من الأحيان في أوقات سابقة؛ ولكن لن يدمرها أبدًا غضب الإنسان، إلا إذا عُوقبت بغضب من الله في نفس الوقت. بغض النظر عن أي شيء آخر قد يحدث، لا أعتقد في يوم القيامة أن أي عرق آخر غير العرق الويلزي، أو أي لغة أخرى، سيجيب على القاضي الأعلى في هذه الزاوية الصغيرة من الأرض.

## الويلزية الحديثة

### الويلزية الحديثة المبكرة
يمكن تقسيم الويلزية الحديثة إلى فترتين. تمتد الأولى، الويلزية الحديثة المبكرة، منذ أوائل القرن الخامس عشر وحتى نهاية القرن السادس عشر تقريبًا.

### الويلزية الحديثة المتأخرة
تبدأ الويلزية الحديثة المتأخرة مع نشر ترجمة الكتاب المقدس لويليام مورغان في عام 1588. مثل نظيرتها الإنجليزية، نسخة الملك جيمس، أثبتت أن لها تأثيرًا قويًا في استقرار اللغة، والواقع أن اللغة اليوم لا تزال تحمل نفس العلامة الحديثة المتأخرة كلغة مورغان. بالتأكيد، حدثت العديد من التغييرات منذ ذلك الحين.

### القرن التاسع عشر
كان القرن التاسع عشر فترة حرجة في تاريخ اللغة الويلزية، إذ شملت هذه الفترة العديد من التناقضات. في عام 1800، كانت الويلزية هي اللغة المحكية الرئيسية في الغالبية العظمى من ويلز، باستثناء بعض المناطق الحدودية وغيرها من الأماكن التي شهدت تسوية كبيرة، مثل جنوب بيمبروكشاير؛ بحلول تعداد عام 1901، انخفضت هذه النسبة إلى ما يزيد قليلًا عن نصف السكان، مع أن الزيادة الكبيرة في إجمالي عدد السكان على مدار القرن (بسبب آثار التحول الصناعي والهجرة الداخلية) تدل على ازدياد العدد الإجمالي للمتحدثين باللغة الويلزية طوال القرن التاسع عشر، إذ بلغ ذروته في تعداد عام 1911 بأكثر من مليون حتى مع انخفاض نسبة سكان ويلز الذين يمكنهم التحدث باللغة الويلزية إلى أقل من 50% للمرة الأولى.
عند مقارنتها خصوصًا باللغات الأخرى عديمة الجنسية في أوروبا، تباهت اللغة بصحافة نشطة بصورة استثنائية، مع الشعر، والكتابة الدينية، والسيرة، والترجمات، وبحلول نهاية القرن، ظهرت جميع الروايات باللغة الويلزية، بالإضافة إلى عدد لا يُحصى من الصحف والمجلات والدوريات. ضمن الاهتمام المستمر بالآثار القديمة نشرَ شعر اللغة ونثرها من العصور الوسطى (مثل المابينوغون). كان نشر بعض القواميس الويلزية الأولى الكاملة والموجزة من التطورات الأخرى. ضمن العمل المبكر من قبل رواد المعاجم الويلزية مثل دانيال سيلفان إيفانز توثيقَ اللغة بأكبر قدر ممكن من الدقة. تُعد القواميس الحديثة مثل قاموس جامعة ويلز سلالات مباشرة لهذه القواميس.
على الرغم من علامات السلامة الظاهرية هذه، حلت اللغة الإنجليزية خلال القرن التاسع عشر محل اللغة الويلزية باعتبارها اللغة الأكثر انتشارًا داخل البلاد. شهدت ويلز، ولا سيما ساوث ويلز كولفيلد، نموًا سكانيًا كبيرًا وهجرة داخلية (من إنجلترا وأيرلندا في المقام الأول)، ما غيّر السمات اللغوية لبعض المناطق (مع بقاء مناطق أخرى تتحدث الويلزية رغم التغييرات).
لم تكن الويلزية تحمل اعترافًا رسميًا وكان وضعها مقيدًا في ظل الدولة البريطانية. شُجّع تعلم اللغة الإنجليزية بحماس، بينما لم تُدرَّس اللغة الويلزية ولم تُستخدم وسيلةً للتعليم في المدارس، التي ثبط العديد منها استخدام اللغة الويلزية باستعمال تدابير مثل «لا للويلزية». انحصرت اللغة الويلزية بشكل متزايد في نطاق الكنائس الدينية غير التوافقية، التي من شأنها أن تعلم الأطفال القراءة والكتابة في مدارس يوم الأحد. دافع أفراد مثل ماثيو أرنولد عن فضائل الأدب الويلزي، في حين دافع هؤلاء الأفراد عن استبدال اللغة الإنجليزية بالويلزية بصفتها لغة يومية للبلد، ودافع العديد من المتحدثين باللغة الويلزية أنفسهم مثل ديفيد ديفيز وجون كييريوغ هيوز عن ثنائية اللغة، إن لم يكن بالضرورة انقراض الويلزية.
بحلول نهاية القرن التاسع عشر، سادت اللغة الإنجليزية في المدن الكبرى في جنوب شرق ويلز. بقيت الويلزية قوية في الشمال الغربي وفي أجزاء من منتصف ويلز وجنوب غرب ويلز. كان ريف ويلز معقلًا للغة الويلزية، وكذلك كانت مجتمعات المحاجر الصناعية في كيرنارفونشاير وميريونيثشاير. ارتبطت العديد من الكنائس غير التوافقية في جميع أنحاء ويلز بقوة باللغة الويلزية.

### القرن العشرون
بحلول القرن العشرين، كانت أعداد المتحدثين باللغة الويلزية تتقلص بمعدل يشير إلى أن اللغة ستنقرض في غضون أجيال قليلة.
وفقًا لتعداد عام 1911، من بين أقل من 2.5 مليون نسمة، تحدث 43.5% من أولئك الذين تتراوح أعمارهم بين ثلاث سنوات وما فوق في ويلز ومونماوثشاير باللغة الويلزية (8.5% متحدثون باللغة الويلزية وحدها، و35% متحدثون باللغتين الإنجليزية والويلزية كلتيهما). كان هذا انخفاضًا عن تعداد عام 1891، إذ كان 49.9% يتحدثون بالويلزية من بين 1.5 مليون نسمة (15.1% متحدثون باللغة الويلزية وحدها، و34.8% متحدثون باللغتين الإنجليزية والويلزية كلتيهما). غير أن توزع أولئك الذين يتحدثون اللغة لم يكن بصورة متساوية مع بقاء خمس مقاطعات ناطقة بالويلزية بأغلبية ساحقة:
- أنغلزي: تحدث 88.7% بالويلزية بينما استطاع 61.0% التحدث بالإنجليزية
- كارديغانشاير: تحدث 89.6% بالويلزية بينما استطاع 64.1% التحدث بالإنجليزية
- كيرنارفونشاير: تحدث 85.6% بالويلزية بينما استطاع 62.2% التحدث بالإنجليزية
- كارمارثينشاير: تحدث 84.9% بالويلزية بينما استطاع 77.8% التحدث بالإنجليزية
- ميريونيثشاير: تحدث 90.3% بالويلزية بينما استطاع 61.4% التحدث بالإنجليزية
- خارج هذه المقاطعات الخمس، لوحظ أن هناك منطقتين إضافيتين لديهما أغلبية تتحدث بالويلزية، وهما:
- دنبيشاير: استطاع 56.7% التحدث بالويلزية بينما استطاع 88.3% التحدث بالإنجليزية
- مقاطعة ميرثير تيدفل المستقلة: استطاع 50.2% التحدث بالويلزية بينما استطاع 94.8% التحدث بالإنجليزية[7]